# DB 403 sorozat
A DB 403 sorozat egy német villamosmotorvonat-sorozat volt. A LHB, MBB, AEG, BBC, Siemens és MAN által kifejlesztett első vonatot a 1973-ban kapta meg a DB tesztelésre. Az első három leszállított vonat 1974-1975-től állt forgalomba, de az elhúzódó tesztelés miatt a kezdeti időszakban ezek még mozdonyra akasztva közlekedtek.

## Műszaki jellemzése
Egy szerelvény eredetileg 2 záró- és két köztes kocsiból állt, a hajtás a padlószint alá került - minden kocsiban. A szerelvény össztengely-hajtású volt, azaz minden tengelye (16) saját hajtással rendelkezett. Ezek összesen 3840 kW teljesítményt (16 x 240 kW) tudtak leadni, így a vonat 200 kN vonóerővel, 0,84 m/s² gyorsulással és 220 km/h végsebességgel bírt.
Ráadásul - ezzel korát nem kicsit megelőzve - billenő kocsiszekrénnyel (Neigetechnik) is rendelkezett. Az ehhez a mechanizmushoz szükségszerűen tartozó kompresszor az oldalirányú gyorsulást figyelő szenzorok adatai alapján a légrugókon keresztül döntötte meg a kocsiszekrényeket az ívekben. A kocsiszekrények elméletileg maximum 4°-ig voltak dönthetők, de a fixen felépített áramszedők miatt ez csak 2°-ig volt kihasználható.
A vonaton csak első osztályú kocsik voltak menetirányba forgatható ülésekkel és egy félkocsinyi étterem résszel. Ebben a kocsiban még 24 utasnak volt ülőhelye, a maradék vonaton pedig még 184 férőhely állt az utazóközönség rendelkezésére.
A vonat az utasoktól kinézete alapján, és aktuális festésétől függően a "Donald kacsa" és "fehér cápa" neveket kapta.
Az előremutató koncepció ellenére, illetve pont amiatt a vonatok a DB-nél megbuktak, az alábbi okok miatt:
- A fél-étteremkocsi nagyon nem volt gazdaságos, ráadásul konyhája is túl kicsinek bizonyult,
- a csak elsőosztályú vonat áraival az utasok nagy részét elijesztette,
- a négy kocsis koncepció a DB számára túl kicsinek és gazdaságtalannak bizonyult,
- a vonat a maximális 200 km/h sebességét nem tudták kihasználni, mert akkor (1975) még csak koncepciókban léteztek a nagysebességű pályák

## Lufthansa Airport Express
Ez a bukás egyben egy új karrier kezdetét is jelentette. Négy és fél évvel az első bevetés után a Német Közlekedési Minisztérium úgy döntött, a vonatokat a Lufthansa rendelkezésére bocsátja a belföldi légiforgalom részleges kiváltásának céljával. A Német Vasutak első nekifutásra nem értett egyet a döntéssel, nem igazán akarta a Frankfurti repülőtér vasútállomását másokkal megosztani, de a minisztérium nyomására végül kiegyezett a Lufthansa-val.
A "Lufthansa Airport Express" 1982-ben indult el Düsseldorf főpályaudvara és Frankfurt Flughafen állomás között. Ez az útvonal akkoriban egy Boeing 737-tel 14.000 DM-be, míg a vonattal csak 9.000 DM-be került, így a projekt két év elteltével egyértelműen nyereséget mutatott. Ez az eredmény főleg a Lufthansa erőteljes reklámjának volt köszönhető.
1991-ben a DB felülvizsgálata megállapította, hogy a vonatok korróziója már nem javítható gazdaságosan, így azokat kivonták a forgalomból. Egyik megmaradt példány a Verkehrsmuseum Nürnbergben került kiállításra.
Az ET 403 egy a korát jelentősen meghaladó, ezért akkoriban elutasított technológia volt. Kiforratlan és gyakran meghibásodó technológiái modern megoldásaival való szembenállást erősítették. A padlószint alatti hajtás és a kocsiszekrény-döntés (Neigetechnik) csak húsz évvel később, az ICE T sorozatban került ismét bevetésre - némileg több sikerrel.